# Concurrentiebeleid
Het Concurrentiebeleid is een economische term van toepassing op het bedrijfsleven. Het omvat staatkundige regelgeving en ingrepen op het gebied van economische mededinging, met als doel, alle vormen van concurrentiebeperkingen op te heffen, die de welvaart van de gemeenschap verminderen.
Huidige doelen van de regelgeving zijn onder andere het aan banden leggen van concurrentieverminderende samenwerkingsverbanden zoals monopolies en kartels.
De meeste landen hebben hun eigen concurrentie wetgeving, verschil is er per land in welke mate naleving van deze wetten wordt afgedwongen. De VS wordt gezien als een van de landen met de strengste wetten en de meest strikte handhaving.